# Madenemura capuroni
Madenemura capuroni is een steenvlieg uit de familie Notonemouridae. De wetenschappelijke naam van de soort is voor het eerst geldig gepubliceerd in 1949 door Paulian.